# 이서중학교
이서중학교(伊西中學校)는 대한민국 경상북도 청도군 이서면 서원리에 있는 사립 중학교이다.

## 학교 연혁
- 1949년 9월 3일 : 이서고등공민학교 개교
- 1952년 2월 3일 : 이서중학교 설립인가
- 1952년 2월 12일 : 초대 김용수 교장 취임
- 2000년 3월 2일 :  중. 고등학교 분리
- 2011년 9월 1일 : 무일학원 재단이사장 우학 스님 취임
- 2013년 5월 17일 : 무일학원 재단이사장 인허 스님 취임
- 2019년 2월 13일 : 제68회 졸업식 (68명) (총 13,537명)
- 2023년 9월 1일 : 제18대 김태득 교장 취임

## 참고 자료
- 이서중학교 - 한국교육학술정보원 학교알리미